# Мацусима
Мацусима (яп. 松島, букв. «Сосновые острова») — группа островов в одноимённой бухте в префектуре Мияги, Япония. Здесь находятся около 260 маленьких островков (сима, яп. 島) покрытых соснами (мацу, яп. 松). Мацусима считается одним из трёх знаменитых пейзажей Японии.
Вот как оценил поэт Мацуо Басё красоту Мацусимы: 
Это — первый из прекрасных видов страны… И весь вид так пленителен, точно красавица охорашивается над водой. Не сотворено ль это богом гор в век богов-вседержителей? И может ли кто из людей запечатлеть взмахом кисти или исчерпать словом небесное искусство творения!…Мацуо Басё (пер. Н. Фельдман)
Известное хайку, приписываемое Мацуо Басё, также показывает восхищение поэта видом Мацусимы.

## Виды
На Мацусиме существует четыре великолепных точки наблюдения, называемые «сокан», «рэйкан», «юкан» и «икан».

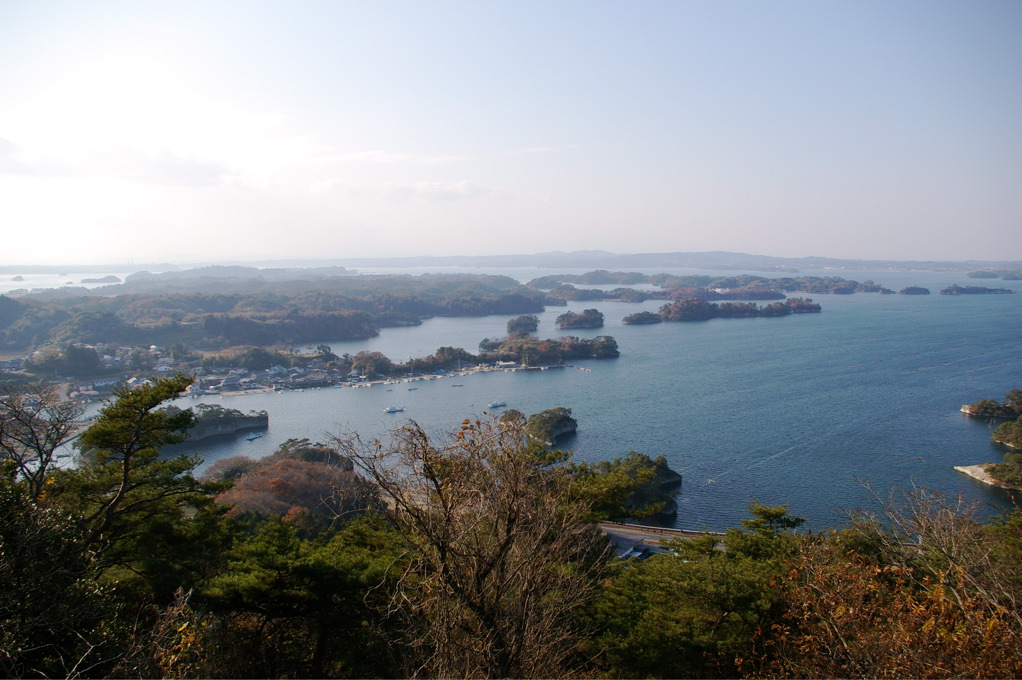
Вид из Отакамори — сокан
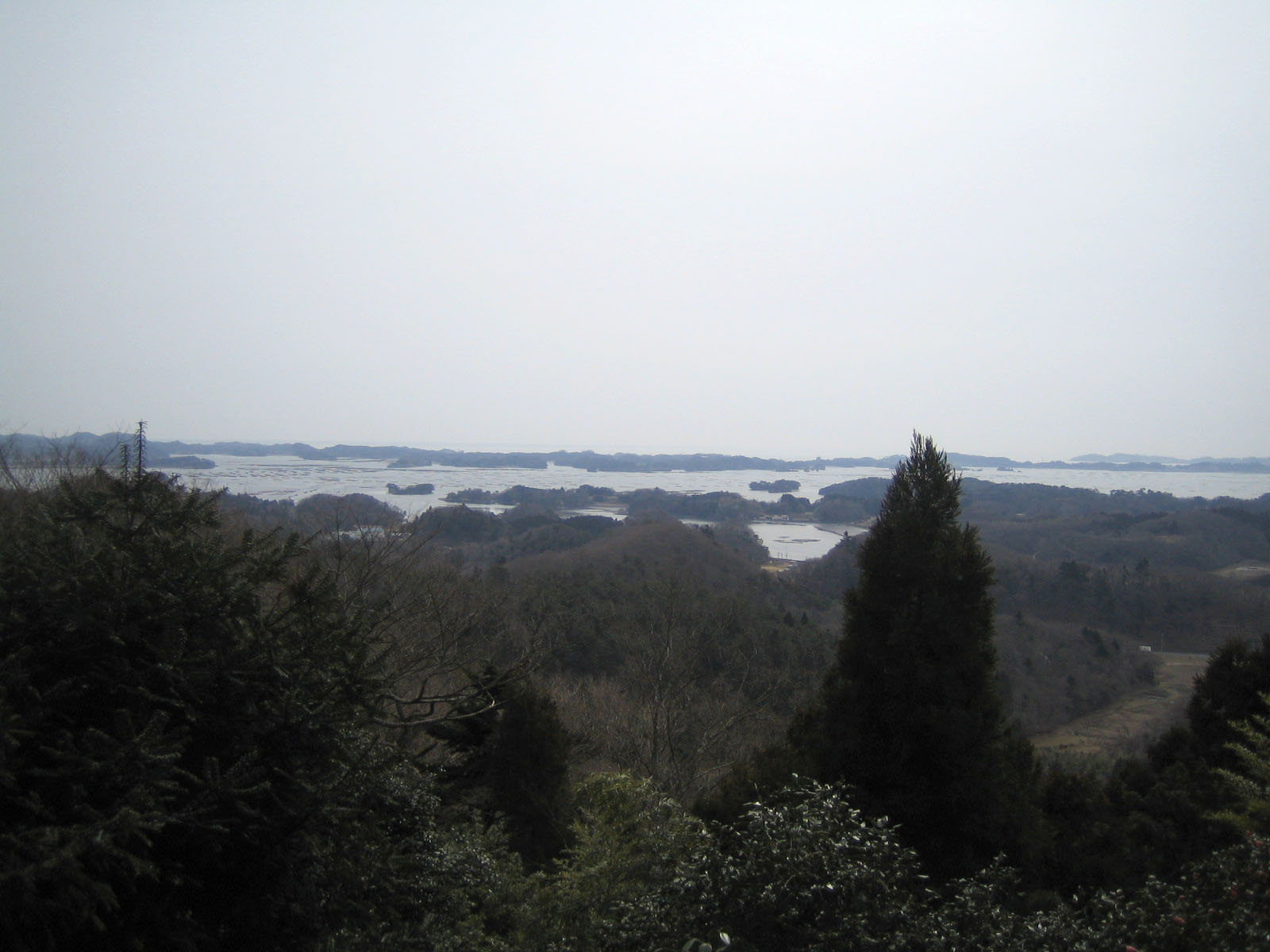
Вид из Тоямы — рэйкан
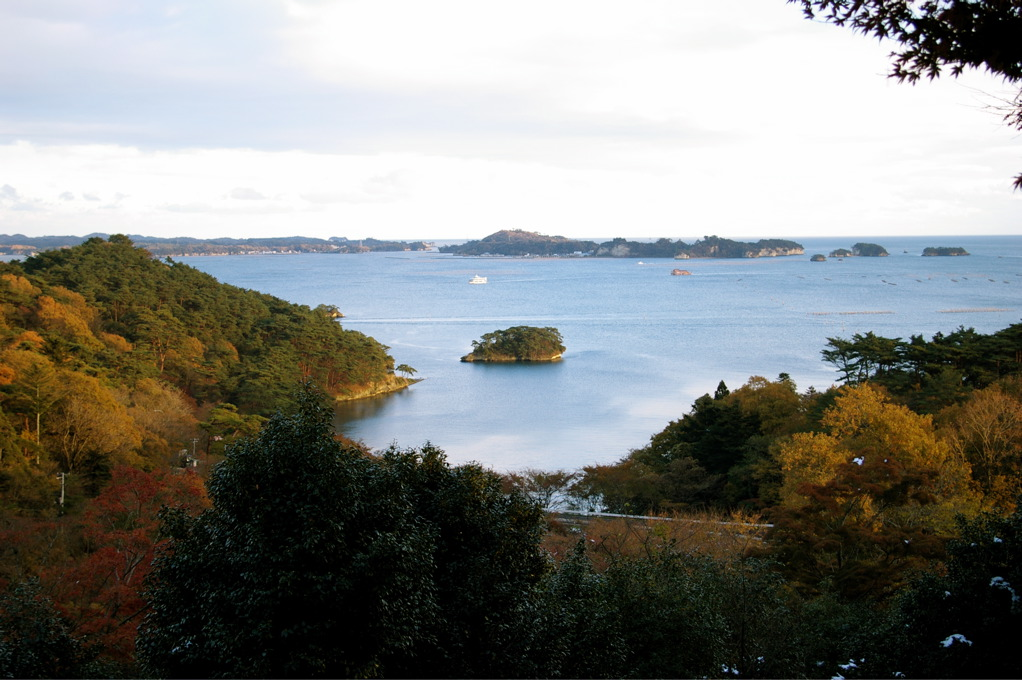
Вид из Огидани — юкан
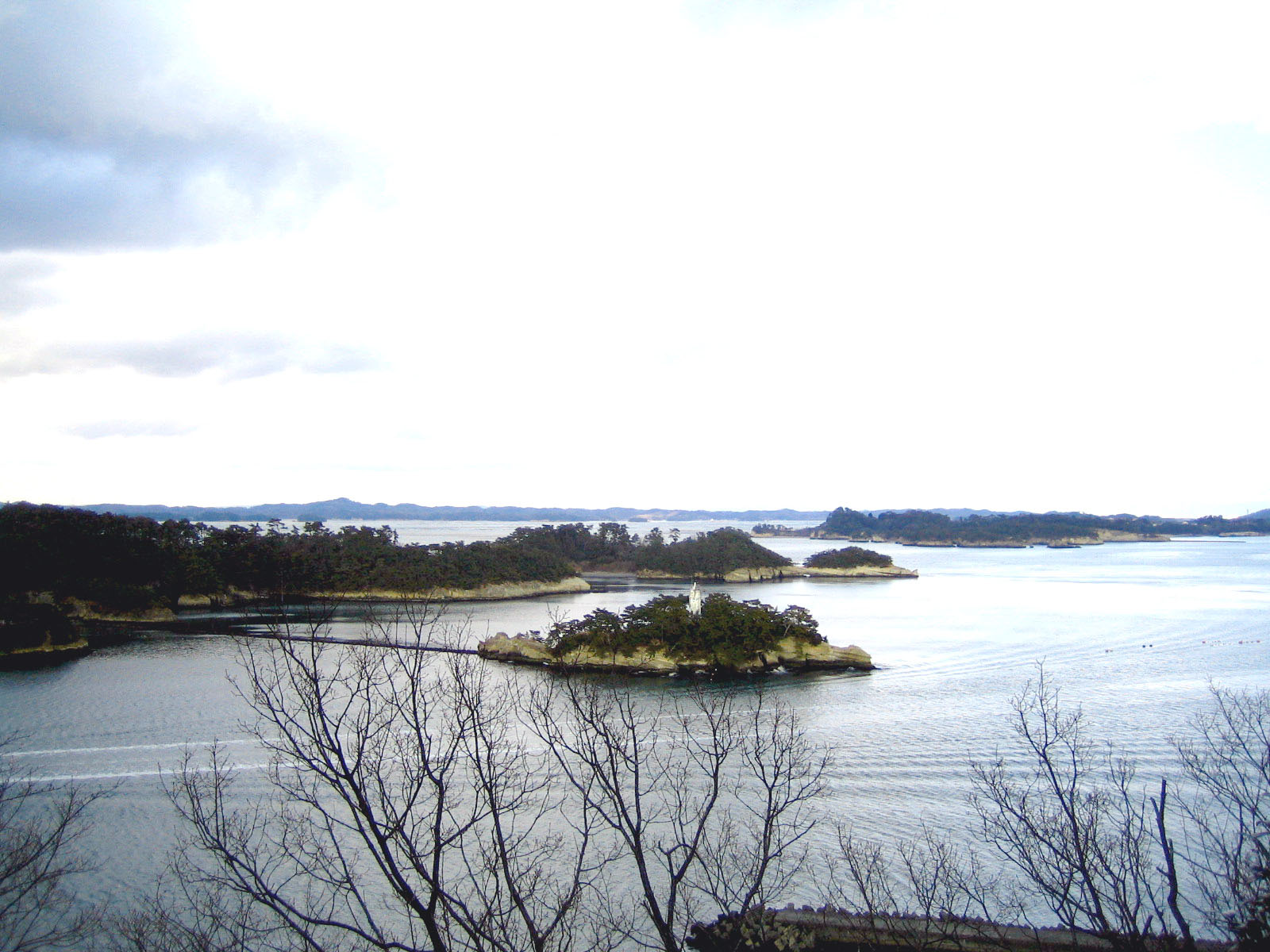
Вид из Тамонсана — икан

## Острова
Острова в заливе Мацусимы часто называют «восемью сотнями островов», но число островов точно не определено и по-разному указывается в литературе с древних времен. В «Обзоре управления» насчитывается более 240 островов, а в 1981 году в «Отчете о научных исследованиях префектурного природного парка Мацусима» указывается 230 островов. Из-за неопределённости в отношении количества островов в 1965-х годах было проведено обследование, и количество более 260 считались едиными мнением по этому вопросу. В «Истории города Мацусима» (часть 2), изданной в 1991 году, со ссылкой на карту Института географической съемки было указано 144 острова в заливе Мацусима с именами и 98 неназванных острова. Тем не менее, это число включает в себя некоторые из них, которые были восстановлены или стали островами из-за землетрясений или коллапса природы. Кроме того, было отмечено, что число островов в заливе Мацусима будет составлять около 300, если в число островов будут включены рифы.

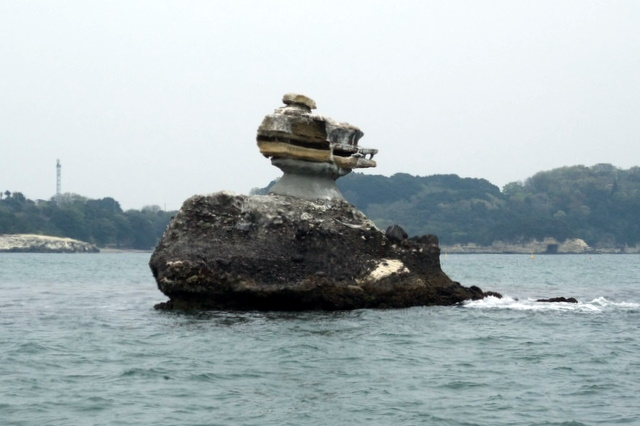
Остров Нио
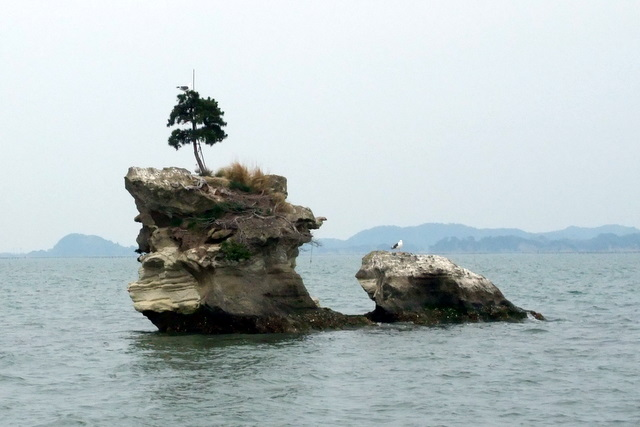
Остров Сенуки
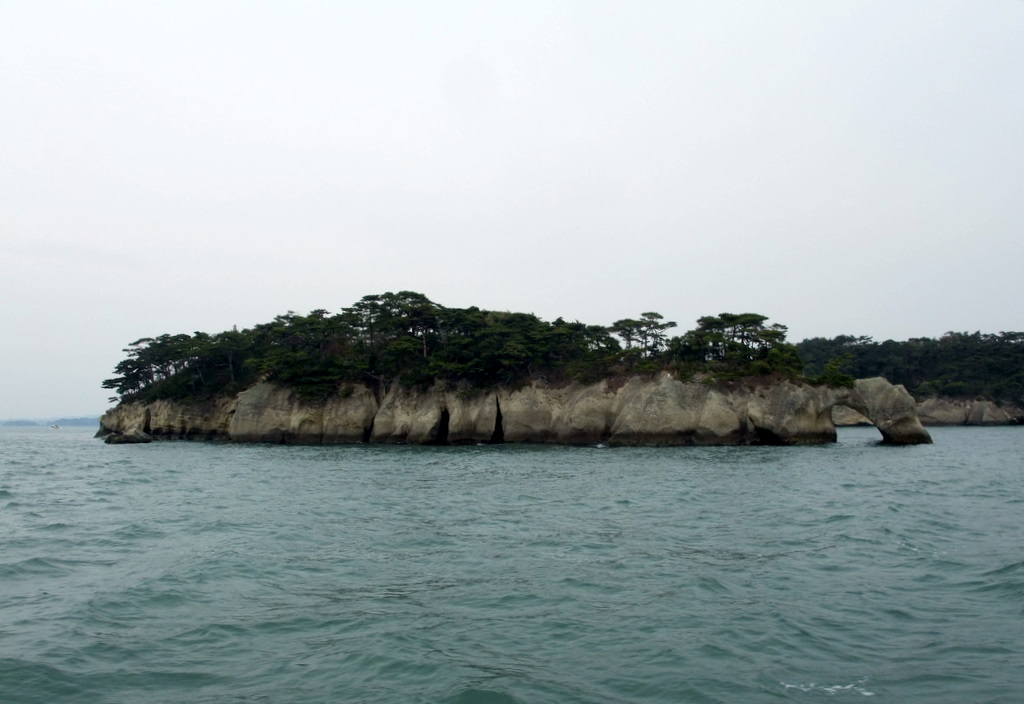
Остров Комонедзима
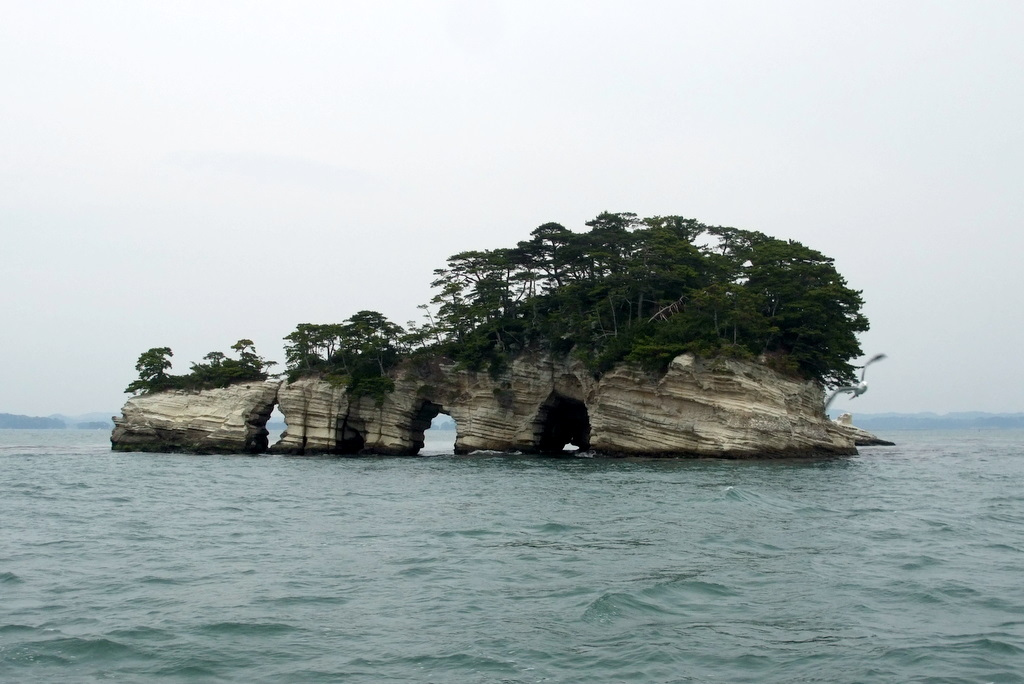
Остров Канедзима
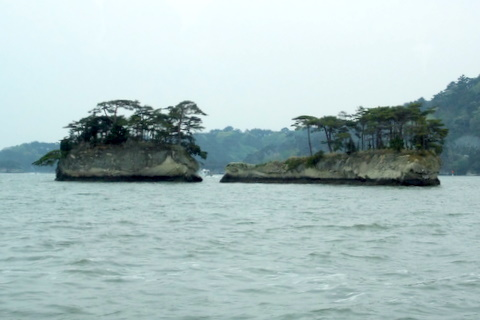
Остров Футагодзима

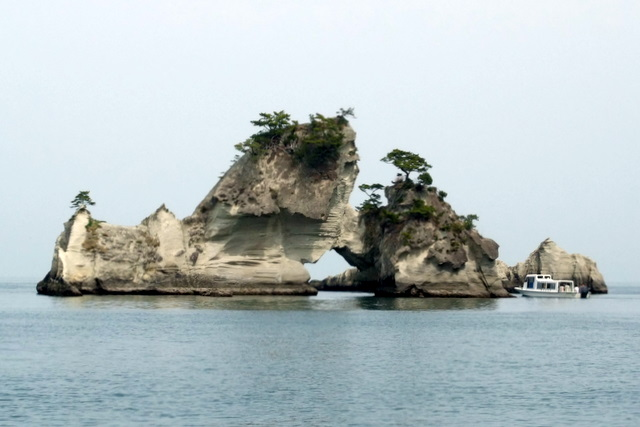
Остров Мисагодзима
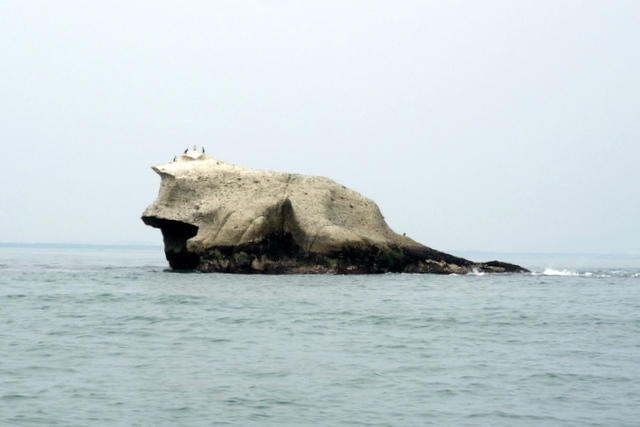
Остров Каэрудзима
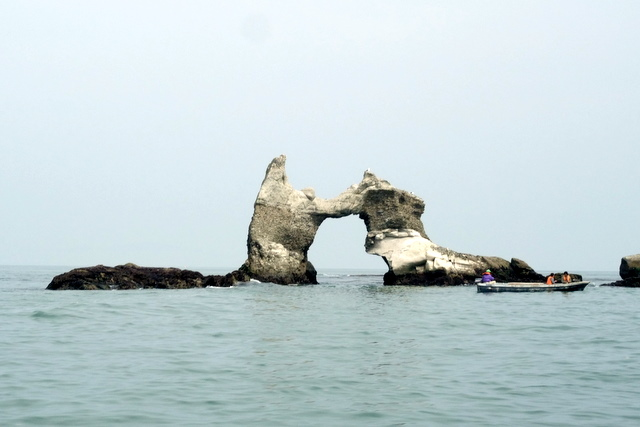
Остров Меганедзима
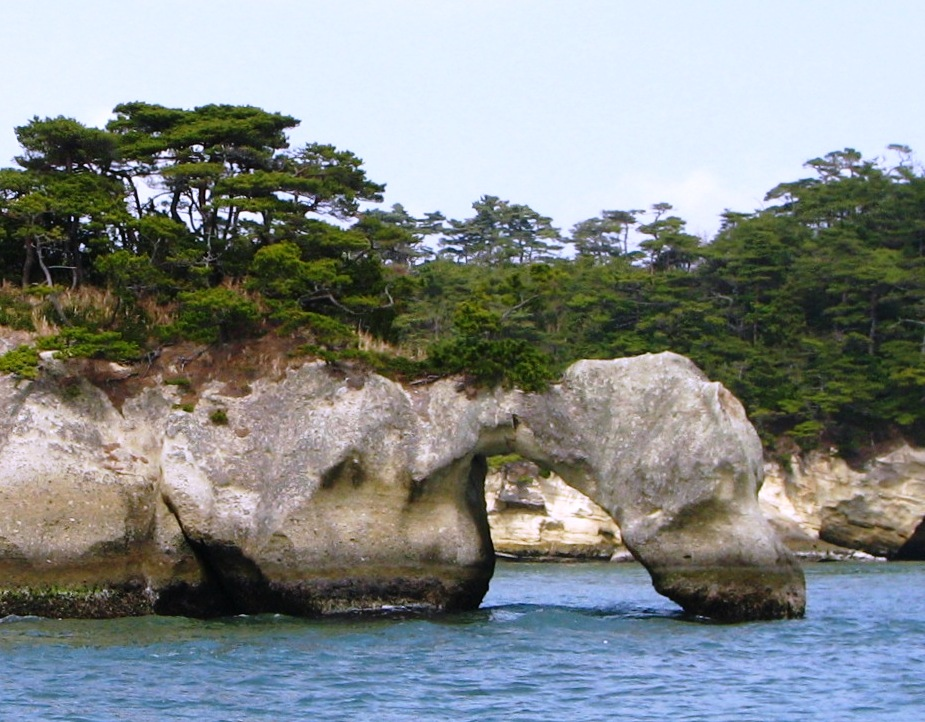
Остров Тёмеи
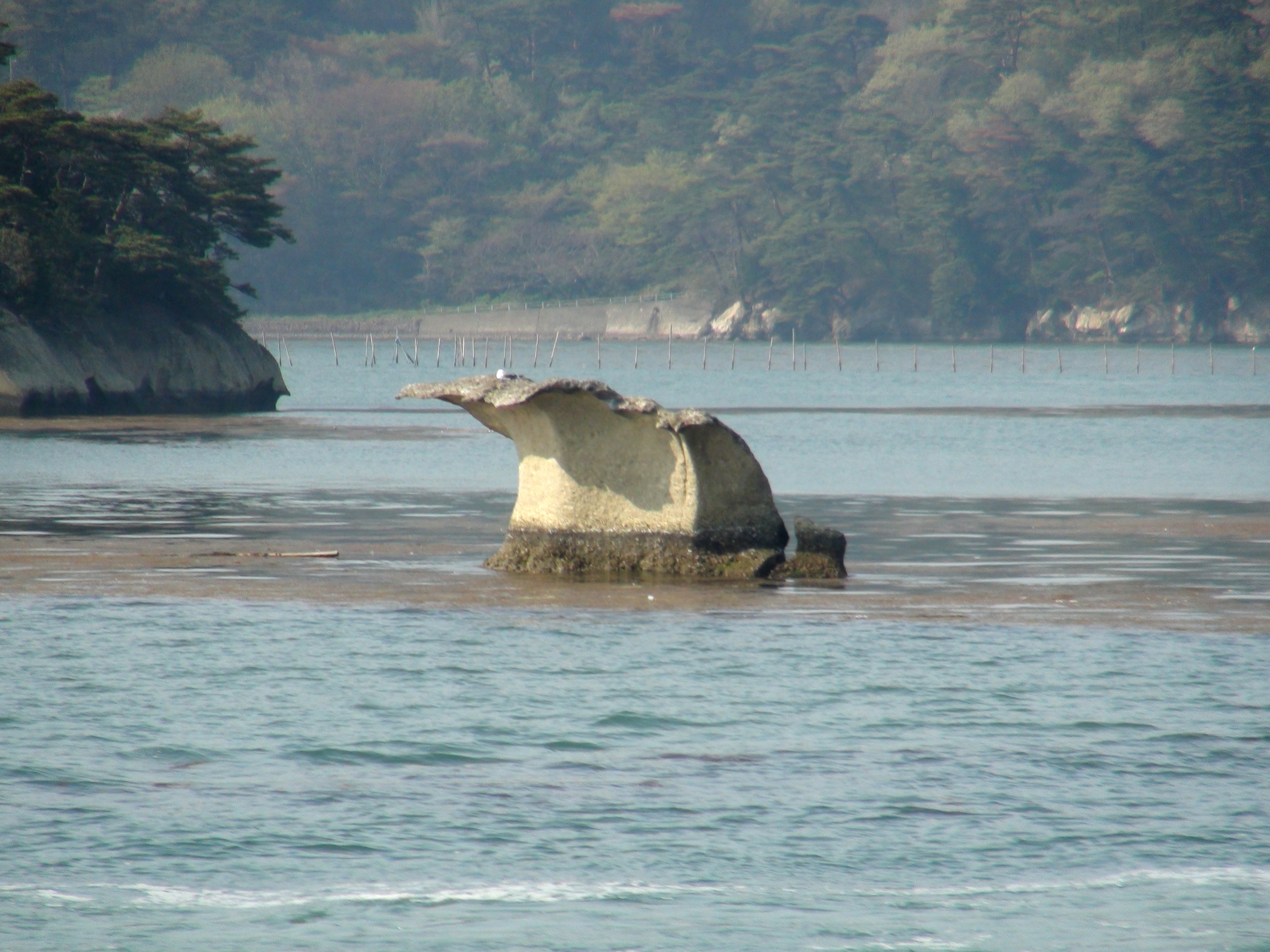
Остров Йороидзима